# Fillmore!
Fillmore! es una serie animada estadounidense creada por Scott M. Gimple, dirigida por Christian Roman y producida por Walt Disney Television Animation, siendo la última serie producida por esta sin estar en asociación con Disney Channel.
La serie no fue bien recibida por la crítica, siendo cancelada después de dos temporadas.

## Argumento
Cornelio Fillmore (voz de Orlando Brown) es un delincuente juvenil con un gran récord que fue capturado mientras realizaba un ataque hacia un nuevo envío de tiza a la escuela. Tras ser arrestado se le dio la opción de trabajar en la patrulla de seguridad de la escuela, en vez de pasar el resto de la escuela media en detención. Fillmore decide aceptar, con lo que se convierte en un oficial de la patrulla de seguridad.

## Producción
La serie es una parodia de los dramas policiales de la década de 1970, siendo que los oficiales de la patrulla de seguridad pasan más tiempo patrullando que estando en clases, y que los crímenes que persiguen son una versión infantil de delitos comunes, como carreras ilegales de ranas en vez de carreras ilegales de autos y el contrabando de salsa tártara en vez de contrabando de drogas.
El nombre de la serie está tomado de The Fillmore, una histórica sala de conciertos en San Francisco (California) ubicada en la calle Fillmore, popularizada por Bill Graham y relacionada con el movimiento roquero y la estética hippie en la década de 1960. Además, todos los personajes de la serie tienen nombres de distintas calles de San Francisco.

## Doblaje
| Personaje             | Voz original     | Voz España             | Voz Latinoamérica |  |
| --------------------- | ---------------- | ---------------------- | ----------------- |  |
| Cornelius C. Fillmore | Orlando Brown    | Jesús Alberto Pinillos | Enzo Fortuny      |  |
| Ingrid Third          | Tara Strong      | Mar Bordallo           | Karla Falcón      |  |
| Horatio Vallejo       | Horatio Sanz     | Ricardo Escobar        | Noé Velázquez     |  |
| Karen Tehama          | Lauren Tom       | Olga Velasco           | Ana Lucía Ramos   |  |
| Joseph Anza           | Danny Tamberelly | Adolfo Moreno          |                   |  |
| Danny O'Farrel        | Kyle Sullivan    | Alex Saundinós         | Diego Ángeles     |  |
| Dawn S. Folsom        | Wendie Malick    | Cristina Victoria      | Gabriela Gómez    |  |
| Vicedirector Raycliff | Jeff Robst       | Antonio Villar         |                   |  |